# Dwór w Zarzycy
Dwór w Zarzycy (niem. Schloss Reichau) –  zabytkowy dwór wybudowany w miejscowości Zarzyca.
Piętrowy dwór wybudowany na rzucie prostokąta jako barokowy w 1730 r., przebudowany pod koniec XIX w. Obecnie dom nr 25 w ruinie, pozostały ściany zewnętrzne i działowe. 

## Właściciele
- 1783 Ernst Sigismund von Burgsdorff
- 1830 Moritz von Burgsdorff
- 1870 Theodor Hoffmann
- 1894 Theodor Hoffmann, administrator Eduard Haafe
- 1905 Fritz Hoffmann
- 1912 Wilhelm Ernest von Sachsen-Weimar
- 1925-45 Ernst Riedel
- 1930 Rönick, zarząd[3]